# Claudio Ulpiano
Cláudio Ulpiano Santos Nogueira Itagiba (novembro de 1932, Macaé - fevereiro de 1999, Rio de Janeiro) foi um filósofo e professor brasileiro, especialista nas obras de Espinoza, Deleuze e Foucault, dentre outros. Através de suas aulas particulares em grupos de estudo, teve grande influência em toda uma geração de jovens, pensadores, professores e artistas.

## Biografia
Ulpiano nasceu na cidade de Macaé, em 1932. Seu primeiro encontro com a literatura e a filosofia foi na biblioteca do pai, onde atravessava as noites lendo de Platão a Sartre, de Dostoiévski a romances menores. Mais tarde, apaixonou-se pelo cinema e o jazz.
Mudou-se ainda criança para o Rio de Janeiro e, depois da separação dos pais, morou com a mãe, que faleceu jovem.
Começou a dar aulas informalmente, em Macaé, onde, durante um curso improvisado em 1977, conheceu Silvia Ulpiano, com quem veio a casar e ter uma filha, Renata Duarte. Pouco depois, mudou-se para o Rio, sem endereço fixo nem trabalho estável.
Começou sua carreira acadêmica no final dos anos 70, dando aulas magistrais na Universidade do Estado do Rio de Janeiro (UERJ) e na Universidade Federal Fluminense (UFF).
A partir de 1980 e até falecer, Ulpiano organizou diversos grupos de estudo independentes, muito frequentados por estudantes de filosofia, cientistas, psicanalistas e professores. Atraiu e influenciou também muitos artistas, pela mescla de conceitos filosóficos e análises de literatura, cinema, teatro e artes plásticas.
Morreu em 1999, de enfisema pulmonar, no bairro de Santa Teresa, Rio de Janeiro.

## Obra escrita
Segundo o jornalista Antonio Carlos Villaça, Ulpiano era um leitor voraz, mas não gostava de escrever. Preferia ensinar e dialogar com um público não acadêmico. 
Além das dissertações de mestrado e doutorado, o livro “Gilles Deleuze: a grande aventura do pensamento” foi sua única obra escrita com intenção de publicação. Uma versão em livro de sua tese de doutoramento pela UNICAMP, a obra foi publicada pelo Acervo Claudio Ulpiano e lançada pela Editora Funemac Livros – Centro de Estudo Claudio Ulpiano, em abril de 1989, na PUC-RJ.

## Pensamento
Ulpiano é considerado por muitos o maior divulgador do pensamento de Gilles Deleuze no Brasil. Sua associação com este filósofo, porém, vai além de uma simples reprodução teórica, revelando e desdobrando os conceitos e referências do filósofo francês, e trazendo o pensamento deleuziano para a prática, dentro da vida cotidiana.  
Além de Gilles Deleuze, Ulpiano dedicou-se à análise e aprofundamento das ideias de muitos outros pensadores, como os pré-socráticos, Platão, Duns Escoto, Leibniz, Espinoza, Nietzsche, Bergson, Freud, Lacan e Foucault.